# Coline Serreau
Coline Serreau   (París, 29 d'octubre de 1947) és una actriu, directora, guionista i compositora francesa. Ha escrit i dirigit pel·lícules com Trois hommes et un couffin, la pel·lícula de ciència-ficció La belle verte, o documentals de temàtica social i ecològica com Solutions locales pour un désordre global.

## Biografia
És filla de l'escriptora Geneviève Serreau i del director teatral Jean-Marie Serreau. Coline Serreau va cursar estudis d'Humanitats i també va freqüentar el conservatori de música, l'escola de circ d'Annie Fratellini (on va aprendre trapezisme); també ha fet dansa clàssica i moderna.
Interessada pel teatre, ingressa en el centre de La Rue Blanche en 1968 i fa pràctiques en la Comédie-Française en 1969, abans de decantar-se per l'escriptura de guions per a cinema i teatre i la direcció de teatre, cinema i òpera.
En 1975, es llança a la direcció cinematogràfica, i en 1977 coneix un gran èxit de crítica amb la seva segona pel·lícula Pourquoi pas !, per la qual rep una espiga d'or a la Seminci de 1978. Es tracta d'una comèdia dramàtica sobre un trio amorós compost per una parella d'homes i la seva amiga comuna, interpretats per Sami Frey, Mario Gonzales i Christine Murillo.
En 1985, estrena Trois hommes et un couffin. Amb més de 12 milions d'entrades, és un rècord de taquilla entre les pel·lícules franceses. Dirigeix més tard Romuald et Juliette, La crisi (premi César al millor guió), La Belle Verte, Chaos, 18 ans après, Saint-Jacques… La Mecque, els documentals Solutions locales pour un désordre global i Tout est permis, i el telefilm Couleur locale.
També ha actuat en nombrosos espectacles teatrals, escrits o no per ella: Lapin Lapin, Quisaitout et Grobêta (cinc premis Molière), Le Salon d'été i Le Cercle de craie Caucasien (de Bertolt Brecht). El 2006, interpreta a Arnolphe a L'École des femmes de Molière, espectacle que ella ha dirigit al teatre de la Madeleine. També ha dirigit El Barber de Sevilla de Rossini i La Chauve-Souris de J. Strauss en la Òpera de la Bastilla.
Manté una relació duradora amb el director teatral suís Benno Besson, qui va codirigir al costat de Bertolt Brecht Berliner Ensemble. Tenen una filla, Madeleine Besson que també és actriu i compositora.
Ha compost la música d'algunes de les seves pel·lícules i dirigeix un cor parisenc, la Chorale du Delta.
Ha estat condecorada amb la Legió d'Honor el 14 de juliol de 2004, per Jacques Chirac.

## Filmografia

### Directora

#### Llargmetratges
- 1975 : Mais qu'est-ce qu'elles veulent ? (documental)
- 1977 : Pourquoi pas !
- 1979 : Grand-mère de l'Islam (telefilm)
- 1982 : Qu'est-ce qu'on attend pour être heureux !
- 1985 : Trois hommes et un couffin
- 1989 : Mama, hi ha un home blanc al teu llit
- 1992 : La crisi
- 1996 : La Belle Verte
- 2001 : Chaos
- 2002 : Tres solters i un biberó: 18 anys després
- 2005 : Pelegrins
- 2010 : Solutions locales pour un désordre global (documental)
- 2014 : Tout est permis (documental)
- 2014 : Couleur locale (telefilm)
- 2015 : Pierre Brossolette ou les passagers de la lune (telefilm)

#### Curtmetratges
- 1991 : Contre l'oubli curtmetratge de Chantal Akerman, René Allio pel trentè aniversari d'Amnesty International
- 1996 : Lumière sur un massacre - segment

### Actriu
- 1971 : La Part des lions de Jean Larriaga amb Charles Aznavour, Robert Hossein
- 1973 : On s'est trompé d'histoire d'amour de Jean-Louis Bertuccelli amb Francis Perrin
- 1975 : Sept morts sur ordonnance de Jacques Rouffio amb Michel Piccoli, Gérard Depardieu
- 1976 : Le Fou de mai de Philippe Defrance amb Claude Lévèque, Zorica Lozic
- 1996 : La Belle Verte de Coline Serreau amb Vincent Lindon

### Guionista
- 1973 : On s'est trompé d'histoire d'amour de Jean-Louis Bertuccelli amb Francis Perrin
- 1975 : Mais qu'est-ce qu'elles veulent ? (documental)
- 1977 : Pourquoi pas ! amb Sami Frey, Michel Aumont
- 1982 : Qu'est-ce qu'on attend pour être heureux ! amb Henri Garcin, Evelyne Buyle
- 1985 : Trois hommes et un couffin amb André Dussollier, Roland Giraud, Michel Boujenah
- 1987 : Three Men and a Baby de Leonard Nimoy amb Tom Selleck, Steve Guttenberg
- 1989 : Mama, hi ha un home blanc al teu llit amb Daniel Auteuil, Firmine Richard
- 1990 : Three men and a little lady d'Emile Ardolino amb Tom Selleck, Steve Guttenberg
- 1992 : La crisi amb Vincent Lindon, Patrick Timsit
- 1996 : La Belle Verte amb Vincent Lindon
- 2001 : Chaos amb Vincent Lindon, Catherine Frot, Rachida Brakni i Line Renaud
- 2002 : Tres solters i un biberó: 18 anys després amb Madeleine Besson, Roland Giraud, Michel Boujenah, André Dussollier

## Premis i distincions
Premis Óscar
| Any  | Categoria                    | Pel·lícula                 | Resultat |
| ---- | ---------------------------- | -------------------------- | -------- |
| 1986 | Millor pel·lícula estrangera | Trois hommes et un couffin | Nominat  |